# Erwin Trippel
Erwin Albert Trippel (* 2. Juni 1906 in Villingen; † 6. Juni 1979 in Bühl) war ein deutscher Verwaltungsjurist und Landrat.

## Leben
Erwin Trippel war der Sohn eines Reichsbahn-Zugmeisters. Nach dem Studium der Rechtswissenschaften trat er 1935 in die badische Innenverwaltung ein. 1938 wurde er Regierungsrat beim Bezirksamt Lörrach. Von 1940 bis 1944 amtierte er im Landkreis Gebweiler, Elsaß als Landrat. Ab 1942 vertretungsweise auch im Landkreis Thann im Elsass. 1944 wurde er zum Kriegsdienst eingezogen. 1945 arbeitete Trippel kurzzeitig als Amtsverweser in Müllheim und im Landkreis Donaueschingen, wo er von Maximilian Egon zu Fürstenberg abgelöst wurde, dann als zweiter Beamter im Landratsamt Villingen. Von 1951 bis 1971 amtierte Trippel als Landrat im Landkreis Bühl, Baden-Württemberg.